# Cancún
Cancun ou Cancún é uma cidade, sede do município de Benito Juárez, localizada na costa do estado de Quintana Roo, no México, em uma península que se tornou um dos centros turísticos mais importantes do México, tendo conseguido preservar suas belezas naturais e sua cultura ancestral, representada principalmente em cidades maias, como Tulum, Uxmal ou Chichén Itzá, fundadas no período pré-colombiano. 
O local foi especialmente projetado para ser um dos maiores pontos turísticos do México. Em razão disso, foram feitos grandes investimentos em infraestrutura e os hotéis da cidade são especialmente preparados para receber turistas de todo o mundo. Atualmente é maior destino turístico do México e de toda América Latina, recebendo mais de 10 milhões de turistas internacionais apenas em 2023.
Em Cancun existem cerca de 22 quilômetros de praias de areia fina, divididos entre a lagoa e o mar. As ruínas, as praias, a vegetação, os parques cheios de espetáculos de entretenimento, o clima, a fauna marinha e a estrutura hoteleira fazem de Cancun um dos destinos turísticos mais visitados do México.

## Demografia
Cancun é uma cidade cosmopolita. Sua recente criação e desenvolvimento tem provocado até hoje uma mescla de habitantes de diversas regiões do México e outros países, isso devido as numerosas ofertas de trabalho que se apresenta no ramo turístico. No entanto devido à região em que se encontra, é identificada muito com o folclore, gastronomia e costumes do vizinho estado de Yucatán e a cultura do povos Maias.

### Localização
Se localiza a uma distância de uns 370 km da capital do estado Quintana Roo, a cidade de Chetumal; a 70 km de Playa del Carmen. Limita a leste com o Mar do Caribe, ao norte com o município de Isla Mujeres, ao oeste com o município de Lázaro Cárdenas, e ao sul com o município de Solidaridad. A extensão do município Benito Juárez é de 1664 km² e conta com 22 km de costa.
Cancun está localizada ao noroeste da Península de Yucatán, e pela costa se pode observar claramente Isla Mujeres, posicionada ao leste, a 7 km de distância na chamada Bahía de Mujeres, zona que cruzam diversos barcos e lanchas que transportam todo o dia os moradores da ilha até a  parte continental.
As cinco zonas de Cancún
Fernando Martí Brito, cronista oficial de Cancun, inicialmente dividiu Cancun em três zonas, ou três "Cancunes", geográfica e socialmente falando segundo (dados de 1985). Atualmente, Cancun se encontra dividida em cinco zonas principais, perfeitamente identificáveis para o governo municipal e a sociedade cancunense:
- Isla Cancún

A primeira e mais importante é Isla Cancún ou Zona Hotelera, onde se concentra a maior parte das praias e atividades turísticas por que é reconhecido por este destino. Isla Cancún, é uma terra na forma de "7", com uma extensão de 23km. A ilha, que abriga a maior parte dos hotéis e praias, também de zonas residenciais e o campo de golf Pok Ta Pok, está unida ao continente por três pontes: a ponte Calinda no km 4, a ponte de Club Med no km 20 e a ponte Nizuc no km 22. A zona hoteleira rodeia no interior do "7" no sistema da Laguna Nichupté, composto de sete corpos de água: Laguna Bojórquez, Cuenca del Norte, Cuenca Central, Cuenca Sur, Río Inglés, Del Amor, e Laguneta del Mediterráneo.
- Zona urbana

A segunda é o centro da cidade, a zona urbana onde habita o grosso da população cancunense e se encontra dividido em colonias, fracionamentos, superquadras ou regiões, zonas regulares perfeitamente delimitadas por ruas e avenidas pavimentadas, que contam com os serviços básicos de eletricidade, água potável, serviço telefônico e drenagem. Aqui se localizam a maior parte das instituições políticas, educativas, culturais e de serviços da cidade.
- Puerto Juárez

A terceira zona, chamada anteriormente Tamtamchen, encontramos duas docas principal para embarcar e cruzar a Isla Mujeres, localizada a 7 km frente ao porto, que se dedica principalmente à pesca. Possui restaurantes onde se pode desfrutar frutos do mar fresco. Puerto Juarez está dividido em três locais (áreas urbanas delimitadas pelo governo municipal): o superbloco 86, que abriga a divisão Villas Playa Blanca e alcança as ruínas de El Meco , apenas na ponta o município de Isla Mujeres. Frente a descrita demarcação se encontra praia Del Niño, uma das 10 praias públicas de Cancun. As outras duas localidades, no superbloco 84 e 85 abrigam a maior parte da população, que atualmente se estima em cerca de 4500 habitantes. Os pescadores vivem ali, a maioria parte dos quais vivem em palapas situado ao lado de trabalhos de terraplenagem. Esta área também sugere uma infinidade de lojas que tiveram seu apogeu até o início dos anos 80, e hoje está completamente abandonada. Mesmo durante os anos 80 o governo municipal ordenou a construção de arcos de ambos os lados da avenida principal para realçar a imagem urbana. Seu atual abandono urbano e social faz que tanto locais como visitantes usem este porto só para se transportarem até Isla Mujeres ou comer em algum de seus restaurantes.
- Franja ejidal

Zona de assentamentos distribuídos de forma irregular na parte norte da cidade, nos limites municipais de Isla Mujeres. O conformam terrenos irregulares ocupados pela parte mais pobre da população, na sua maioria imigrantes de outros estados da república. Atualmente algumas zonas da franja ejidal estão sendo regularizados pouco a pouco com ajuda do governo, embora devido ao crescimento de Cancun, cada vez se aumenta o tamanho da zona ejidal.
- Alfredo V. Bonfil

A quinta zona, é uma das três delegações do município de Benito Juárez, o eleito Alfredo V. Bonfil, uma população que nasceu originalmente de colonos originários do norte do país, com a missão de contribuir para o aumento demográfico de Quintana Roo para alcançar a categoria de estado livre e soberano em 1974. Se localiza a 8 km do centro de Cancun, sobre a rodovia federal 307 que vai ao aeroporto internacional e Riviera Maya.

## Significado e escudo

### Significado
Existem duas versões sobre a origem do nome, de acordo com pronúncia maia, a primeira versão é "ninho de serpentes" e a segunda versão e menos aceita é "lugar da serpente dourada", isso é devido ao fato que a ilha de Cancun tem uma forma de "7" e no amanhecer aparenta uma forma de serpente dourada pelo reflexo do sol.

### Escudo
O escudo do município de Benito Juárez, que representa a cidade de Cancún, foi desenhado pelo artista chetumaleño Vital Jesús Carmichael Jiménez (Elio Carmichael).
Se divide em três partes: A cor azul simboliza o Mar do Caribe, o amarelo a areia e o vermelho o sol com seus raios.

## Clima
Cancun está situado na costa oriental do continente, por isso é influenciada pelas correntes oceânicas quentes, principalmente do Golfo do México, que promove um ambiente quente e chuvoso, tipicamente tropical.
O clima predominante do município de Benito Juárez está incluído no Grupo A, do tipo úmido AW, que é quente com chuva durante todo o ano, embora mais abundante no verão.
A média anual de temperatura varia em torno dos 27ºC. O total anual de precipitação chuvosa varia entre 1000 e 1300 mm. Predominam os ventos de leste e sudeste durante o verão, a área afetada por tempestades tropicais e ciclones. A temporada de furacões começa em meados de junho e os meses mais afetados são setembro e outubro.
| Dados climatológicos para Cancún                  | Dados climatológicos para Cancún | Dados climatológicos para Cancún | Dados climatológicos para Cancún | Dados climatológicos para Cancún | Dados climatológicos para Cancún | Dados climatológicos para Cancún | Dados climatológicos para Cancún | Dados climatológicos para Cancún | Dados climatológicos para Cancún | Dados climatológicos para Cancún | Dados climatológicos para Cancún | Dados climatológicos para Cancún | Dados climatológicos para Cancún |
| Mês                                               | Jan                              | Fev                              | Mar                              | Abr                              | Mai                              | Jun                              | Jul                              | Ago                              | Set                              | Out                              | Nov                              | Dez                              | Ano                              |
| ------------------------------------------------- | -------------------------------- | -------------------------------- | -------------------------------- | -------------------------------- | -------------------------------- | -------------------------------- | -------------------------------- | -------------------------------- | -------------------------------- | -------------------------------- | -------------------------------- | -------------------------------- | -------------------------------- |
| Temperatura máxima recorde (°C)                   | 32                               | 34                               | 35                               | 38                               | 36                               | 39                               | 39                               | 39                               | 36                               | 38                               | 34                               | 33                               | 32                               |
| Temperatura máxima média (°C)                     | 24                               | 24                               | 25                               | 27                               | 28                               | 29                               | 29                               | 29                               | 28                               | 27                               | 26                               | 24                               | 27                               |
| Temperatura mínima média (°C)                     | 19                               | 19                               | 20                               | 22                               | 22                               | 24                               | 24                               | 24                               | 24                               | 23                               | 21                               | 20                               | 23                               |
| Temperatura mínima recorde (°C)                   | 13                               | 12                               | 9                                | 14                               | 18                               | 21                               | 21                               | 21                               | 19                               | 15                               | 12                               | 12                               | 18                               |
| Precipitação (mm)                                 | 409                              | 172                              | 110                              | 79                               | 209                              | 270                              | 116                              | 182                              | 540                              | 360                              | 272                              | 275                              | 1,337                            |
| Fonte: Servicio Meteorológico Nacional 07/04/2010 |                                  |                                  |                                  |                                  |                                  |                                  |                                  |                                  |                                  |                                  |                                  |                                  |                                  |

## Lugares de Interesses
Parque Ecológico Kabah

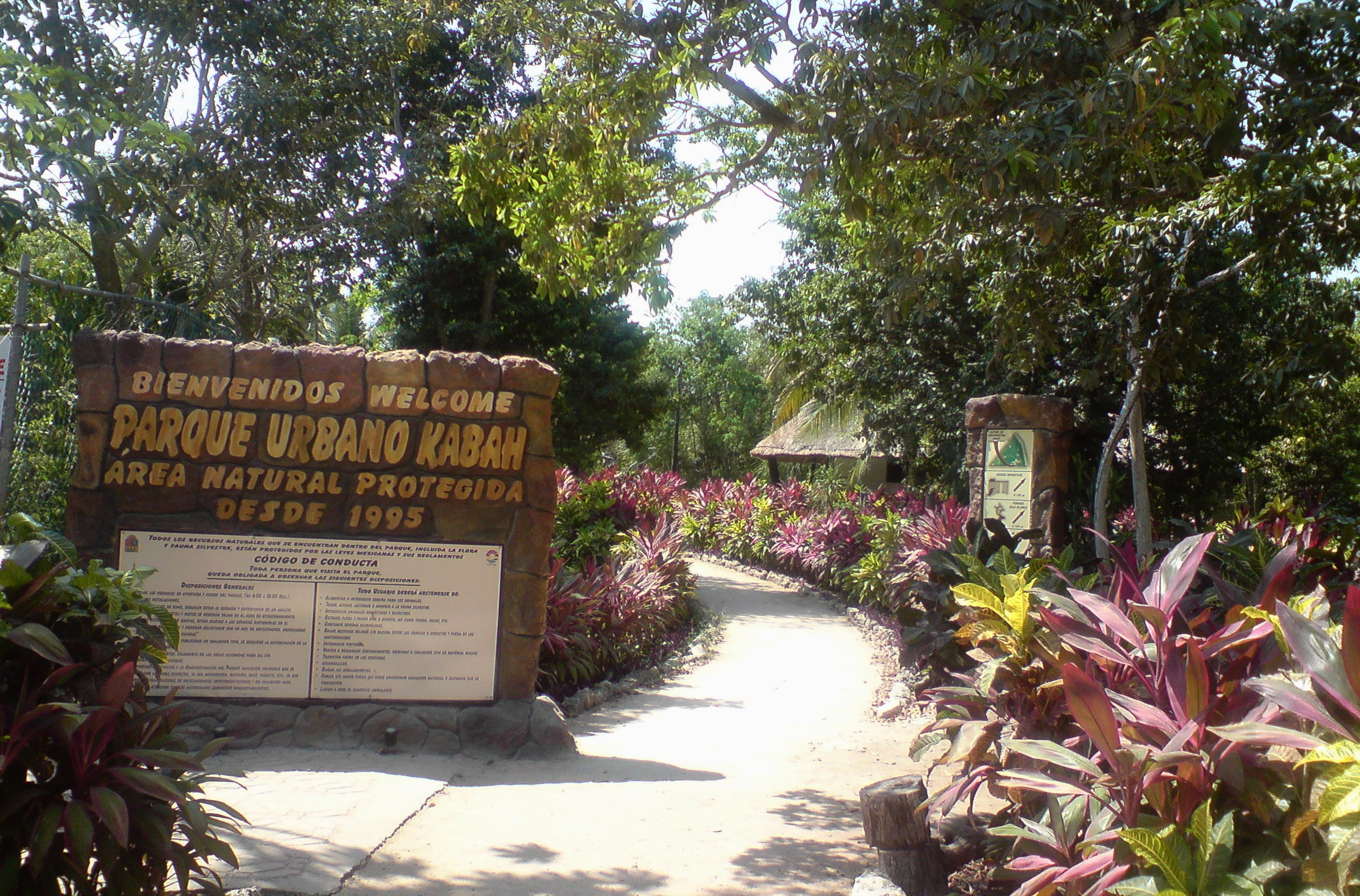
Entrada principal do parque urbano Kabah

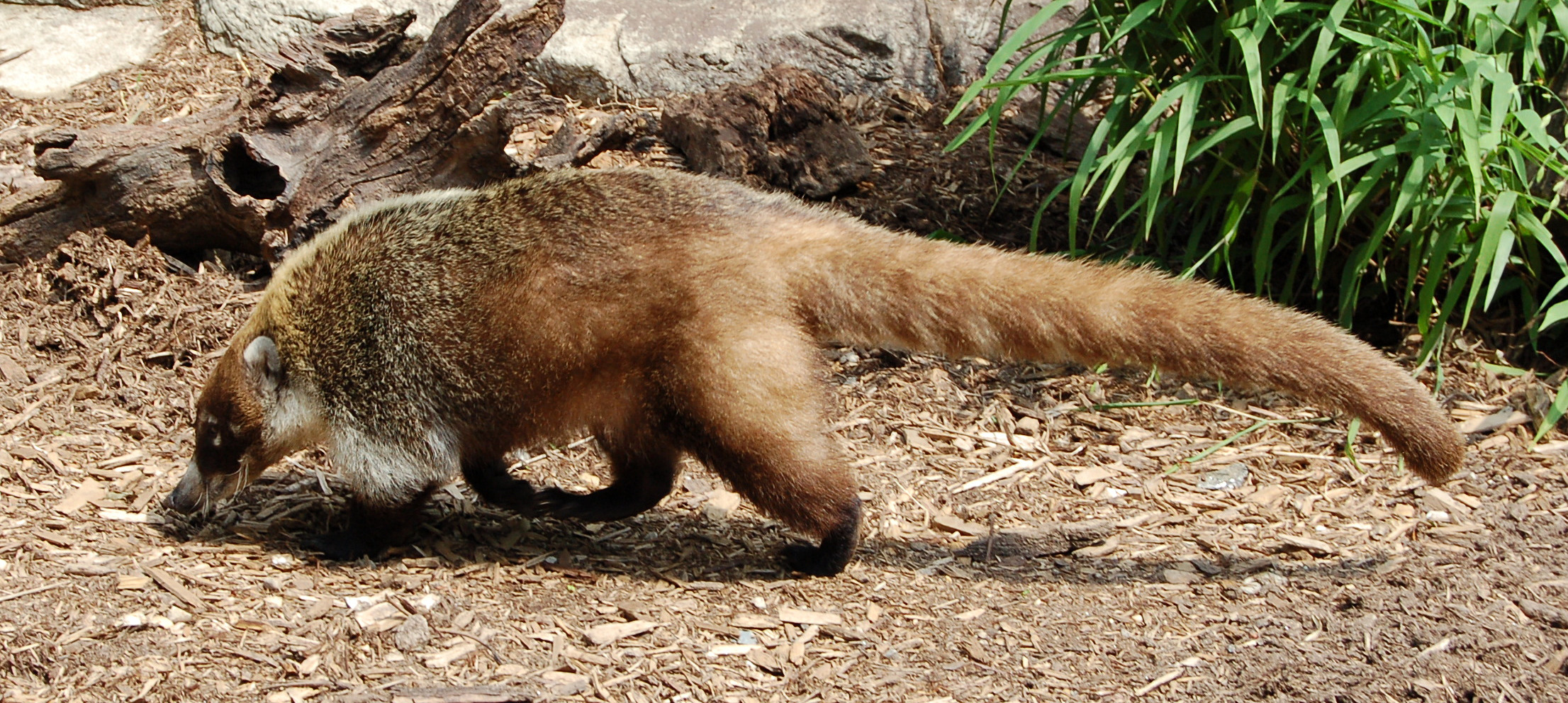
Coatí (nasua narica)

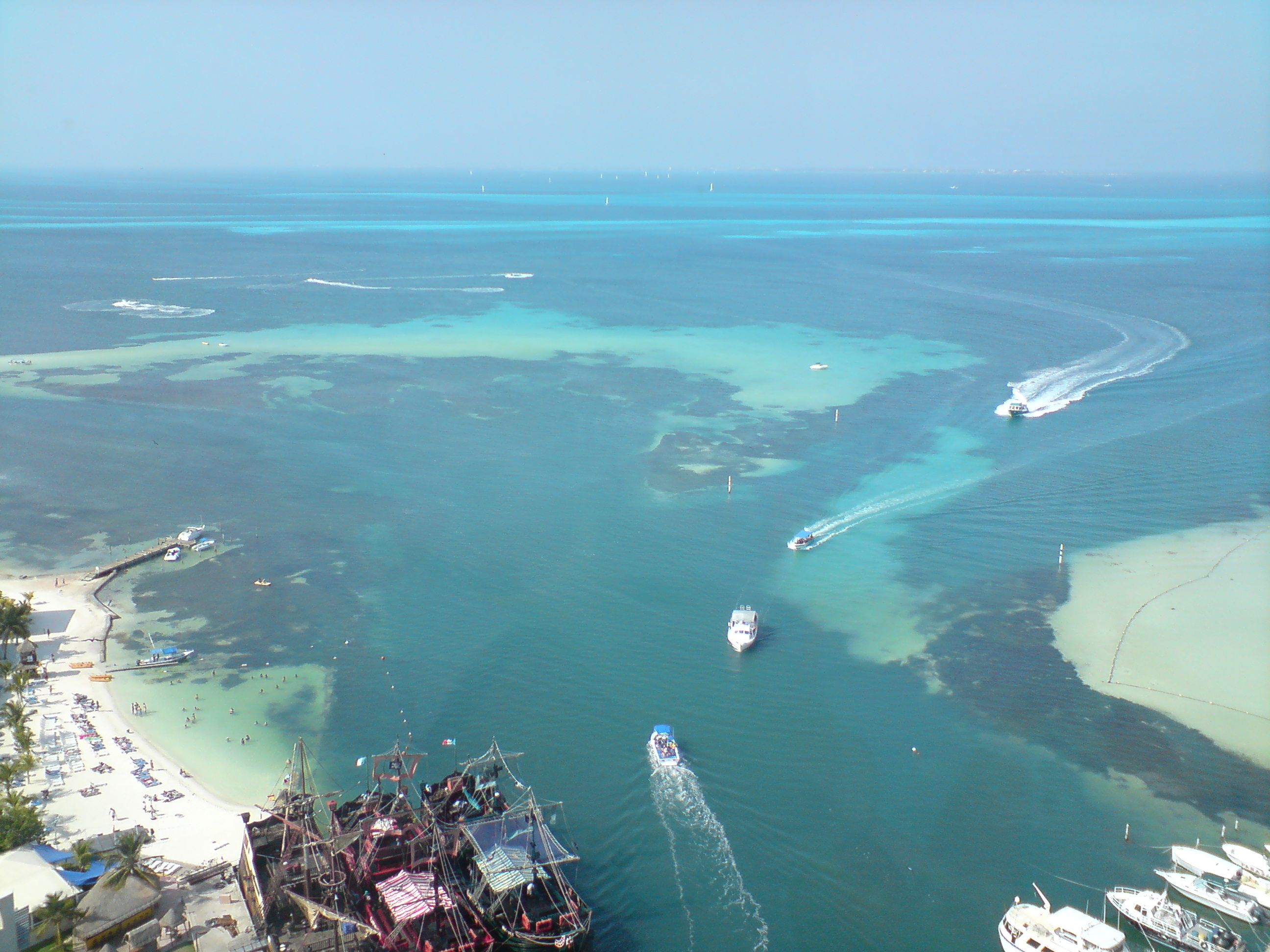
Bahía de Mujeres

Este parque urbano foi criado para proteger as espécies endêmicas de Cancun, dar-lhes uma casa, e preservar uma grande área verde, como uma área protegida para esta finalidade. Declarada como uma área protegida sob a categoria de parque urbano em 10 de Novembro de 1995. Uma das principais atrações deste destino para turistas e moradores do bairro, porque em seus 39 parques você pode ver algumas plantas silvestres e espécies animais, algumas ameaçadas de extinção. Está localizado a sudoeste da cidade e é delimitada a norte pela Avenida du Bois, no sul e no leste Avenida Nichupté.
Para promover e reforçar a sensibilização dos recursos naturais, oferecem visitas guiadas, atividades ecológicas e oficinas de cada uma, adaptadas ao nível de ensino. O parque tem várias atrações, está na casa Maya, primeira construída em Cancun, onde ficaram os promotores do projeto e desenvolvedores de Cancun. Esta casa foi convertida em um museu hoje em dia. Outras atrações são o campo de chicle, dos maias solar e berçário. Ao longo das trilhas que você pode ver as várias espécies de mamíferos, répteis e aves, entre as quais quatis (Narica nasua), crocodilos e macaco-aranha. O parque também tem áreas de lazer e recreio, cercada por vegetação e tranquilidade no meio da baixa de Cancun. Muitos cidadãos usam o parque para ir de bicicleta, ou simplesmente para fugir da vida da cidade por um tempo, admirando a flora e fauna.
Parque Nacional Costa Ocidental de Isla Mujeres, Punta Cancún e Punta Nizuc
Parte da barreira de recife chamada "Gran Arrecife Maya" também conhecido como o grande recife maia e pertence à Barreira de Corais do sistema Mesoamérica é considerada a segunda maior barreira de corais do mundo. O parque marinho é dividido em três estados, cada um está fora do mesmo nome descrito no parque. A ponta do recife formação polígono Nizuc estende para sul, até a contiguidade do Parque Nacional de Puerto Morelos recife. Daily tours são organizados em várias marinas para exploração submarina. Dos três locais que a compõem, dois estão localizados na zona costeira de Cancun
- Polígono 2, Punta Cancún

O segundo polígono se encontra no coração comercial da zona hoteleira cujo nome é precisamente Punta Cancún, ao norte é possível acessar por “playa caracol”  e ao oriente por “playa Chac-Mool” e “playa gaviota azul”.
É neste polígono onde são as ilhotas cujo uso é exclusivamente para a investigação científica na zona litorânea do local predominante de atividades na praia e à utilização de embarcações não-motorizados, como caiaque, e windsurf. As actividades mais importantes deste polígono são mergulho e snorkeling, para isso você deverá entrar em barcos a motor de iate clubes localizados na Nichupte e lagoas Bojorquez através do canal e canal Nichupté Siegfried, ou mesmo das praias da zona hoteleira. Os melhores áreas de recifes conhecidos são Cuevones, bandeira, barbados, chital, no lado norte da ponta, e no lado oeste do tem la zapatera, brincos, rejollada, soraya, san Toribio, pozos azules, barracas, el aristos, la pérdida, cristal, pared de Sara, longas e longas e curtas.

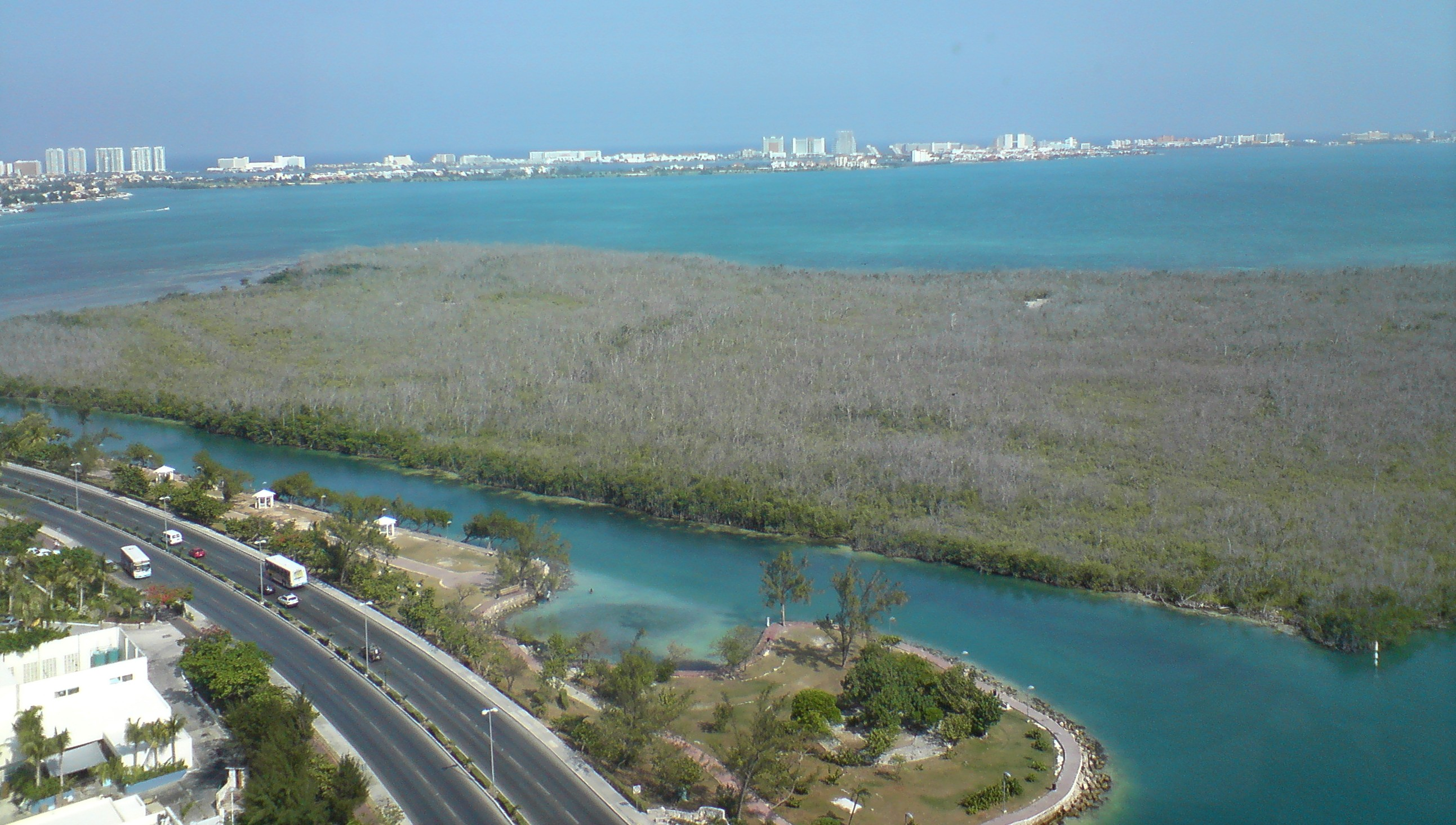
Canal Sigfrido, ajuda a manejar a corrente lagunar. Desemboca no Mar Caribe, atravessando a ponte Calinda

A Marinha do México tem doado e afundado para formar recifes artificiais do navio artilheiro.
“Juan de la Barrera C-55” em 25 de outubro de 2000, e o barco “Anaya C-58” em 28 de maio de 2000.  Em setembro de 2004, o Furação Iván que cruzou pelo canal de Yucatán mais cerca da ilha de Cuba que na península, teve tanta força de afetação que barco Anaya foi partido pela metade.
- Polígono 3, Punta Nizuc

Localizado na parte sul da zona do hotel em Punta Nizuc, acesso a terra é difícil, pelo que as actividades de praia e esporte não-motorizados são oferecidos somente pelos prestadores de serviços localizados em hotéis na mesma área.
Não obstante as barreiras de recifes na região são os mais visitados em Cancun, a forma mais popular de acesso é através da utilização de embarcações motorizadas de um ou dois lugares, a partir do iate clubes localizados na lagoa Nichupte passagem manguezais (" excursão da selva") e para o mar através do canal Nizuc, snorkeling. O mergulho também é feito no ponto conhecido como "o float dos tolos". Este parque é o local mais próximo do Aeroporto Internacional de Cancun, está localizado a apenas 10 km rodovia 307 travessia.
Zona Arqueológica El Meco

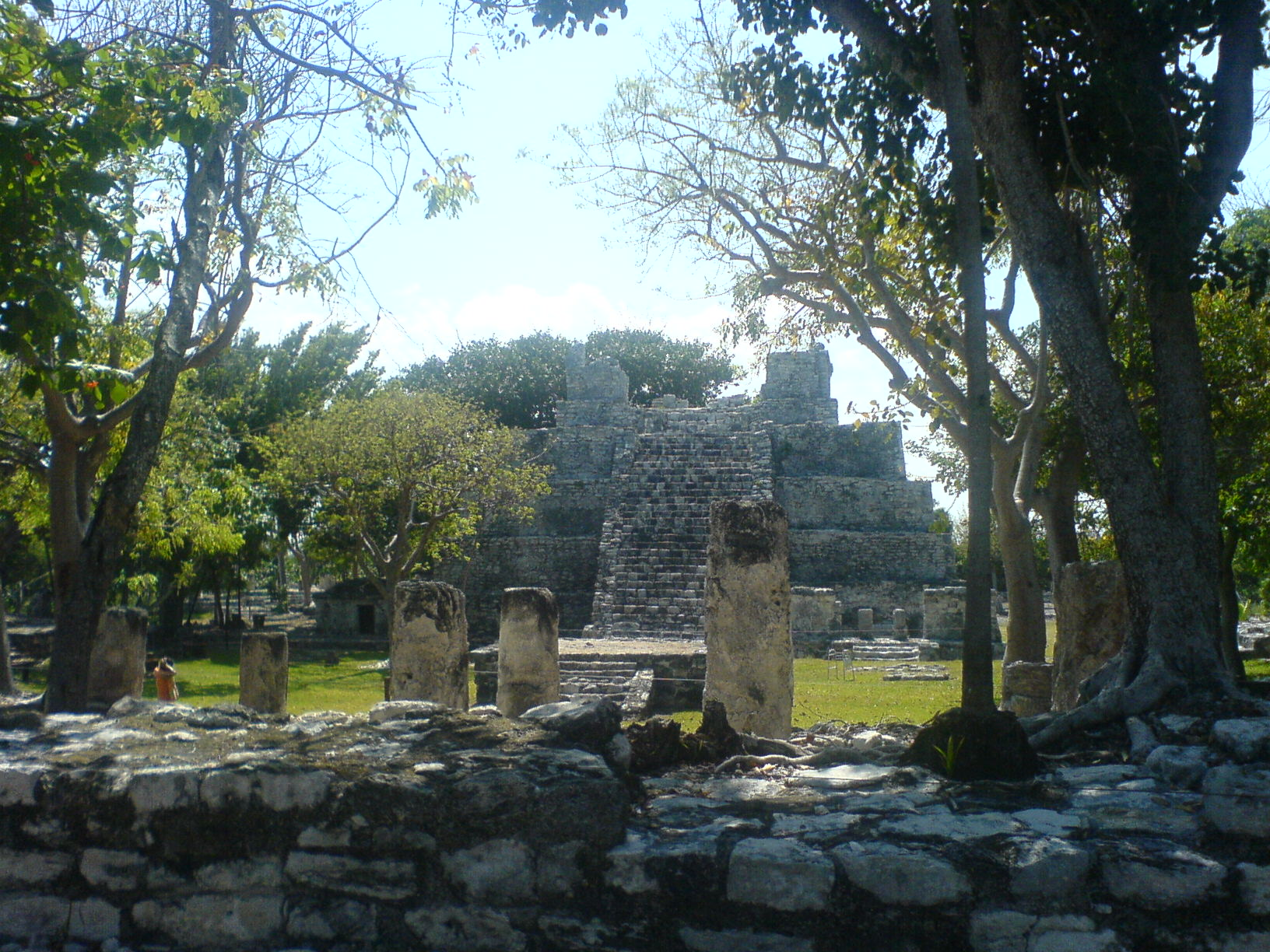
Vista frontal do edificio A, El Castillo, zona arqueológica El Meco. Como dado curioso: o límite municipal está demarcado justo na metade do local, e da linha divisória, marcados com o marco oficial, passando por terras de metade do Meco. Oficialmente, uma parte seria localizado no centro da cidade de Benito Juárez, e a outra, em Isla Mujeres

A porção explorada do sitio agora inclui essencialmente um quadrado de papel político e cerimonial claro, e uma série de palácios e as estruturas administrativas distribuídos no ambiente. Na praça, notável por sua altura e estrutura monumental que, tradicionalmente conhecido como o castelo, uma cave quadrangular e quatro corpos, encimado por uma entrada do templo tripartite, que mostra o típico estilo de produção East Coast. As escavações de Peter Schmidt, primeiro, e Leira Luis mais tarde revelou a existência de uma estrutura composta de uma base inferior no topo da qual manteve uma arquitetura de acesso único templo e mais modesto. A operação realizada entre 1997 e 1998 por Leira, permitiu expor uma boa parte da porção posterior do subsolo, bem como a excelente preservação de gesso estuque ainda cobre você.
Yamil Lu'um

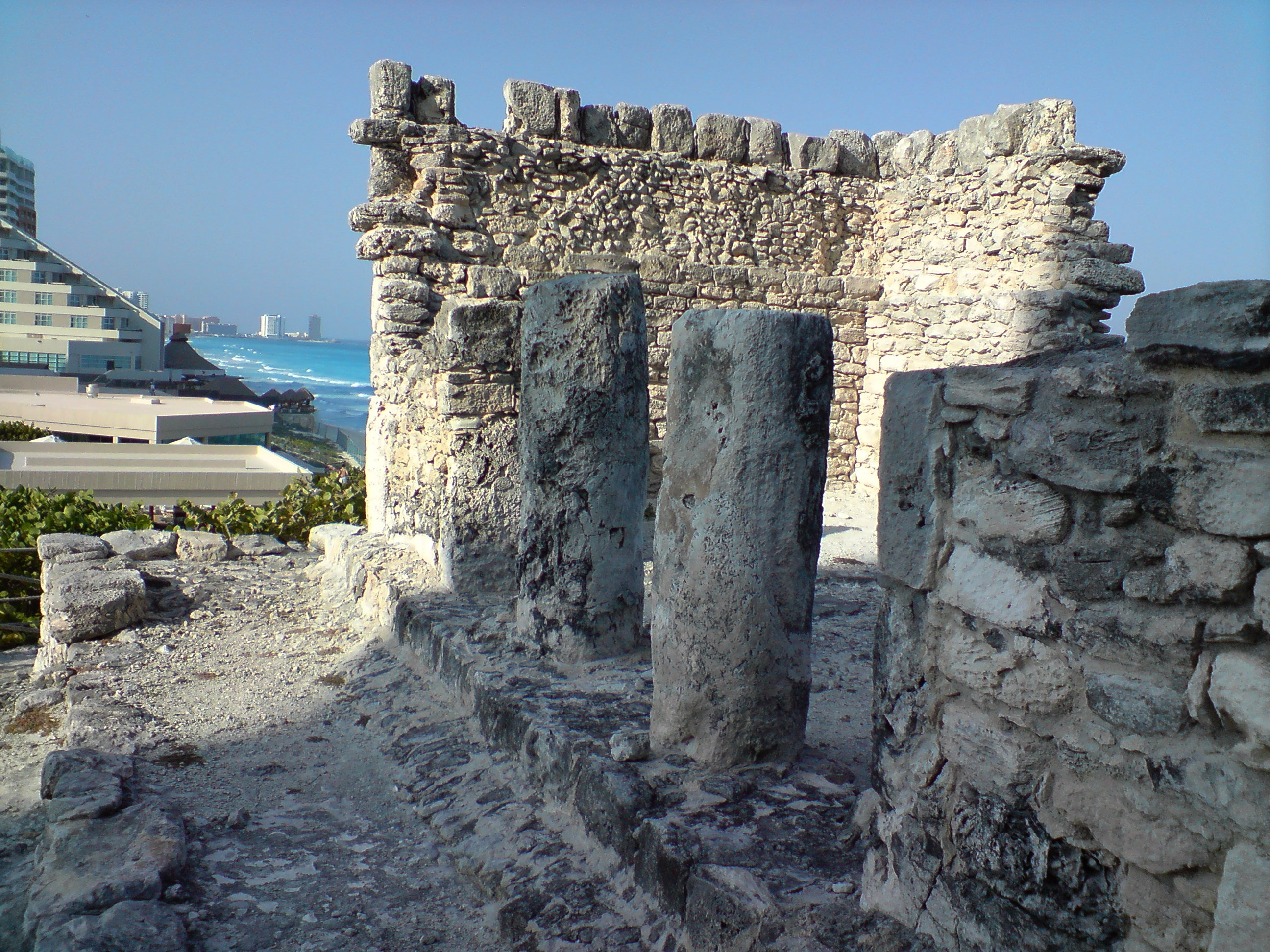
Templo del Alacrán, Yamil Lu'um, zona hoteleira, Km 12

Zona arqueológica maya, se localiza no km 12 do bulevar Kukulcán. É possível acessar pela praia, através de um hotel, a uma costa do templo principal. Foi tema de polêmica devido aos trabalhos de construções que se realiza uma rede hoteleira em seus arredores. O monumento principal se conhece como Templo del Alacrán, e dado este nome porque os restos de uma estrutura de aranha, que foi encontrado em uma das paredes do templo, que fica sobre uma base de paredes verticais com uma escada de quatro etapas delimitadas por duas balaustradas em forma de L; em cima da plataforma foi construído um templo que está na base da câmara única, cujo interior é acessível através de três aberturas formadas por duas colunas. O telhado que cobria apartamento era composto por uma arquitrave de madeira e um conjunto de andirons colocados próximos uns dos outros, as paredes são ligeiramente inclinada para o exterior, o friso é limitada entre duas cornijas e coroa inclinado. O edifício foi rebocado e pintado, mas, presentemente, não é mantido qualquer vestígio. A localização o coloca no período cronológico pós-clássico tardío (1200-1550)
El Mirador

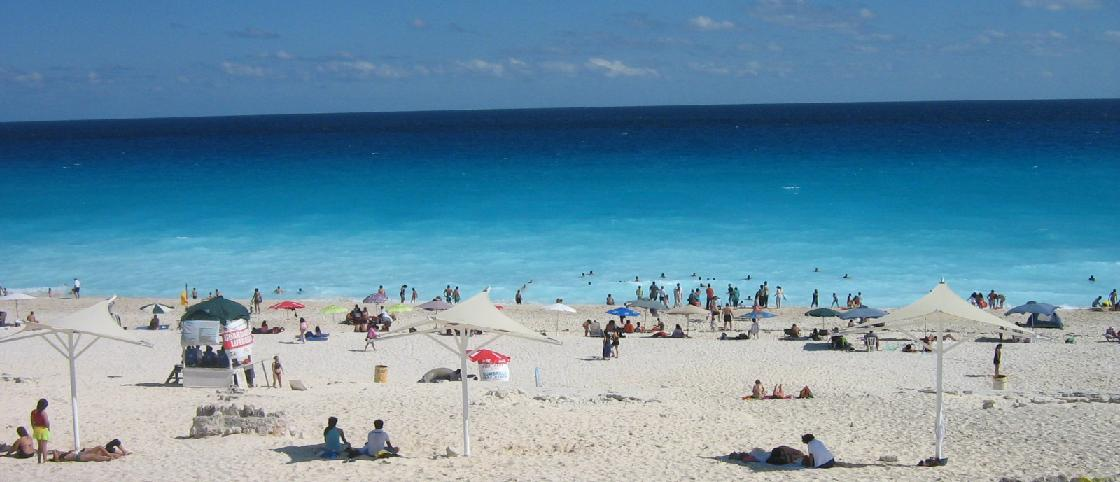
Praia Delfines, El Mirador, uma das janelas´para o Mar Caribe que conserva a Zona Hotelera

Esta também é conhecida a Praia Delfines. Como o próprio nome indica, é uma das vistas mais importantes e espetaculares do Mar do Caribe em Cancun. De dia e de noite, é um encontro cancunenses freqüente. No lado leste, olhando para o oceano, e oeste, uma visão geral da lagoa Nichupte e parte do Rei arqueológico.
Zona Arqueológica El Rey

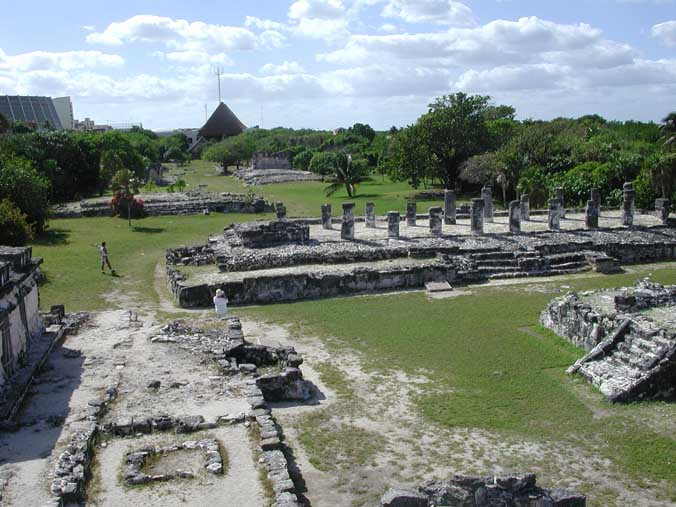
Zona arqueológica El Rey

Localizado no km 18 zona hoteleira, é o sítio arqueológico mais notável da área da ilha de Cancún. A porção explorada, o que inclui quarenta e sete estruturas, correspondendo a uma área religiosa e administrativa em que certamente realizou importantes cerimónias e viveram os personagens de maior status na vida política da região. Em algumas das estruturas palacianas que podem ser visitadas hoje, preservados os fragmentos de pinturas murais aludindo aos deuses e elementos iconográficos relacionados com a vida religiosa do norte do pós-classico maya de Quintana Roo.
O nome original do local é desconhecido, e só muito recentemente foi batizado de "El rey", porque o local foi descoberto na parte superior de uma escultura representando um rosto humano decorado com um cocar elaborados, que certamente retrata um personagem de alto escalão. Hoje, a cabeça do rei é abrigada e exposta no Museu Arqueológico de Cancun.

## Cidades-irmãs
- Timişoara
- Wichita
- Ceccano
- Ensenada
- Antigua Guatemala
- Punta del Este
- Mar del Plata
- Mérida
- Oaxaca
- Puebla
- Taxco
- Tijuana
- Tela
- Tlaquepaque
- Varadero
- Granadilla de Abona
- Maldonado
- Xalapa
- São Francisco
- Tuxtla Chico, México
- Compton
- Lima
- Huaura